# Vương quốc Tondo
Trong buổi đầu lịch sử Philippines, khu định cư người Tagalog tại Tondo (tiếng Tagalog: [tonˈdo]; Baybayin: ᜆᜓᜈᜇᜓ  hoặc ᜆᜓᜈᜇᜓ; tiếng Trung: 東都; bính âm: dōngdū) là một thương mại lớn trung tâm nằm ở phía bắc của đồng bằng sông Pasig, trên đảo Luzon.
Những người lữ hành từ các nền văn hóa hoàng gia  có liên hệ với Tondo (bao gồm người Trung Hoa, Bồ Đào Nha và Tây Ban Nha) thường gọi nhầm nó là Vương quốc Tondo. Nhà biên niên sử Augustinô Pedro San Buenaventura giải thích đây là một sự nhầm lẫn từ tận năm 1613 trong Vocabulario de la Lengua Tagala, của ông, nhưng nhà sử học Vicente L. Rafael lưu ý rằng danh xưng này sau đó lại được chỉnh sửa lại bởi văn học dân gian của Thời kỳ thuộc địa Tây Ban Nha bởi vì các nhà văn Tây Ban Nha thời đó không có những từ thích hợp để miêu tả mối quan hệ quyền lực phức tạp trên cơ sở các cấu trúc lãnh đạo hàng hải Đông Nam Á. Các ghi chép đầu tiên của người Tây Ban Nha đã mô tả nó như một "ngôi làng" nhỏ hơn, so với chính thể tăng cường Maynila.
Tondo là mối quan tâm đặc biệt của các nhà sử học và địa lịch sử Philippines bởi vì nó là một trong những khu định cư ghi nhận trong lịch sử lâu đời nhất ở Philippines. Các nhà nghiên cứu thường đồng ý rằng nó đã được đề cập trong bản khắc tấm đồng Laguna, bản ghi chép văn bản được sản xuất trong nước của Philipines. Các nhà nghiên cứu thường đồng ý rằng nó đã được đề cập trong Bản khắc lá đồng Laguna, văn bản viết tay lâu đời nhất của Philipines còn tồn tại ở địa phương, có niên đại từ năm 900.
Về mặt địa lý, khu vực này được bao quanh bởi các vùng nước, chủ yếu là sông Pasig ở phía Nam và bờ Vịnh Manila ở phía Tây, mà còn bởi một số vùng sông nước của vùng đồng bằng: sông Canal de la Reina]] về phía Đông Nam, Estero de Sunog Apog đến vùng Đông Bắc và Estero de Vitas ở ranh giới phía Đông và cực bắc của nó.
Về mặt chính trị, Tondo được hình thành từ nhiều nhóm xã hội, theo truyền thống  được các nhà sử học gọi là những Barangay, which were led by Datus. Những Datu này lại công nhận quyền lãnh đạo của người có quyền lãnh đạo tối cao của họ là datu tối cao gọi là Lakan đối với Bayan. Vào giữa đến cuối thế kỷ 16, Lakan được đánh giá cao trong nhóm liên minh được thành lập bởi các khu vực khác nhau ở Vịnh Manila, bao gồm Tondo, Maynila, và các chính trị khác trong Bulacan và Pampanga. Ngoại suy từ dữ liệu có sẵn, nhà nhân khẩu học-sử học Linda A. Newson đã ước tính rằng Tondo có thể có khoảng 43.000 người khi người Tây Ban Nha lần đầu tiên đến năm 1570.
Về mặt văn hoá, người Tagalog ở Tondo có một nền văn hoá phong phú, đặc biệt là ngôn ngữ Mã Lai-Polynesia, với ngôn ngữ và văn bản riêng, tôn giáo, nghệ thuật và âm nhạc có niên đại từ những người sớm nhất của quần đảo. Văn hoá này sau đó bị ảnh hưởng bởi các quan hệ thương mại với phần còn lại của Đông Nam Á giáp biển. Đặc biệt quan trọng là mối quan hệ của nó với nhà Minh, Malaysia, Brunei, và đế quốc Majapahit, là cửa ngõ chính cho ảnh hưởng văn hoá Ấn Độ quan trọng, mặc dù vị trí địa lý của quần đảo Philippin nằm ngoài khu vực văn hoá Ấn Độ.
Cùng với Maynila, thực thể (bayan) ở phía nam của đồng bằng sông Pasig, nó đã thiết lập một sự độc quyền chung trong việc buôn bán hàng hóa của Trung Quốc trong suốt phần còn lại của quần đảo Philippine, làm cho nó trở thành một lực lượng thương mại được thiết lập trong suốt Đông Nam Á và Đông Á.
Sau khi tiếp xúc với Đế quốc Tây Ban Nha bắt đầu năm 1570 và đánh bại những người cai trị địa phương trong vùng Vịnh Manila năm 1571, Tondo bị cai trị từ Manila (một pháo đài của Tây Ban Nha được xây dựng trên phần còn lại của Maynila). Sự sáp nhập của Tondo vào Đế quốc Tây Ban Nha đã chấm dứt trên thực tế là một thực thể chính trị độc lập; bây giờ nó đã tồn tại như một quận của thành phố hiện đại Thành phố Manila.